# Балка Суха (притока Громоклії)
Балка Суха — балка (річка) в Україні у Кропивницькому й Єланецькому районах Кіровоградської й Миколаївської областей. Ліва притока річки Громоклії (басейн Південного Бугу).

## Опис
Довжина балки приблизно 10,56 км, найкоротша відстань між витоком і гирлом — 9,59  км, коефіцієнт звивистості річки — 1,10 . Формується декількома струмками та загатами.

## Розташування
Бере початок на південно-східній стороні від села Новомиколаївки. Тече переважно на південний захід понад селами Крутояркою, Веселівкою і на північно-східній околиці села Ольгопіль впадає у річку Громоклію, праву притоку річки Інгулу.

## Цікаві факти
- Біля гирла балки на західній стороні на відстані приблизно 762 м пролягає автошлях Н14[3] (автомобільний шлях національного значення України. Проходить територією Кіровоградської та Миколаївської областей.).
- У XX столітті на балці існували птахо-тваринна ферма та газова свердловина[2].